# Odontestra balachowskyi
Odontestra balachowskyi är en fjärilsart som beskrevs av François Louis Nompar de Caumont de Laporte 1974. Odontestra balachowskyi ingår i släktet Odontestra och familjen nattflyn. Inga underarter finns listade i Catalogue of Life.